# Gare de Waterloo-Est
La gare de Waterloo East (en anglais : Waterloo East railway station), dite également London Waterloo East, est une gare de passage de la Ligne principale du Sud-Est (en) et un terminus de la Ligne principale du Sud-Est (en). Elle est située au centre de Londres au Royaume-Uni.
Elle est à proximité de la station Southwark du métro de Londres.
La gare a ouvert ses portes en 1869 sous le nom de Waterloo Junction afin de relier le London and South Western Railway à Waterloo et le South Eastern Railway à Charing Cross. Une ligne dédiée a été construite entre Waterloo et Waterloo East, qui a ensuite été convertie en chemin d'accès. Les trains circulaient à l'origine vers Cannon Street, mais après la concurrence du métro de Londres, ils ont été retirés en tant que mesure de guerre en 1916. La gare a continué d'être reliée à la ligne principale de Waterloo via une passerelle. Waterloo East a reçu son nom actuel en 1977 et demeure un échangeur important à Londres. Il fait partie du groupe de stations de Londres.

## Situation ferroviaire
La gare de Waterloo East est établie sur deux lignes ferroviaires : elle est située sur la Ligne principale du Sud-Est (en), entre la gare terminus de Charing Cross et la gare de London Bridge, en direction de la gare terminus de Dover Priory ; et elle est également le terminus de la Ligne principale du Sud-Est (en), avant la gare de Londres-Waterloo, en direction de la gare terminus de Weymouth (en).

Cartes des lignes
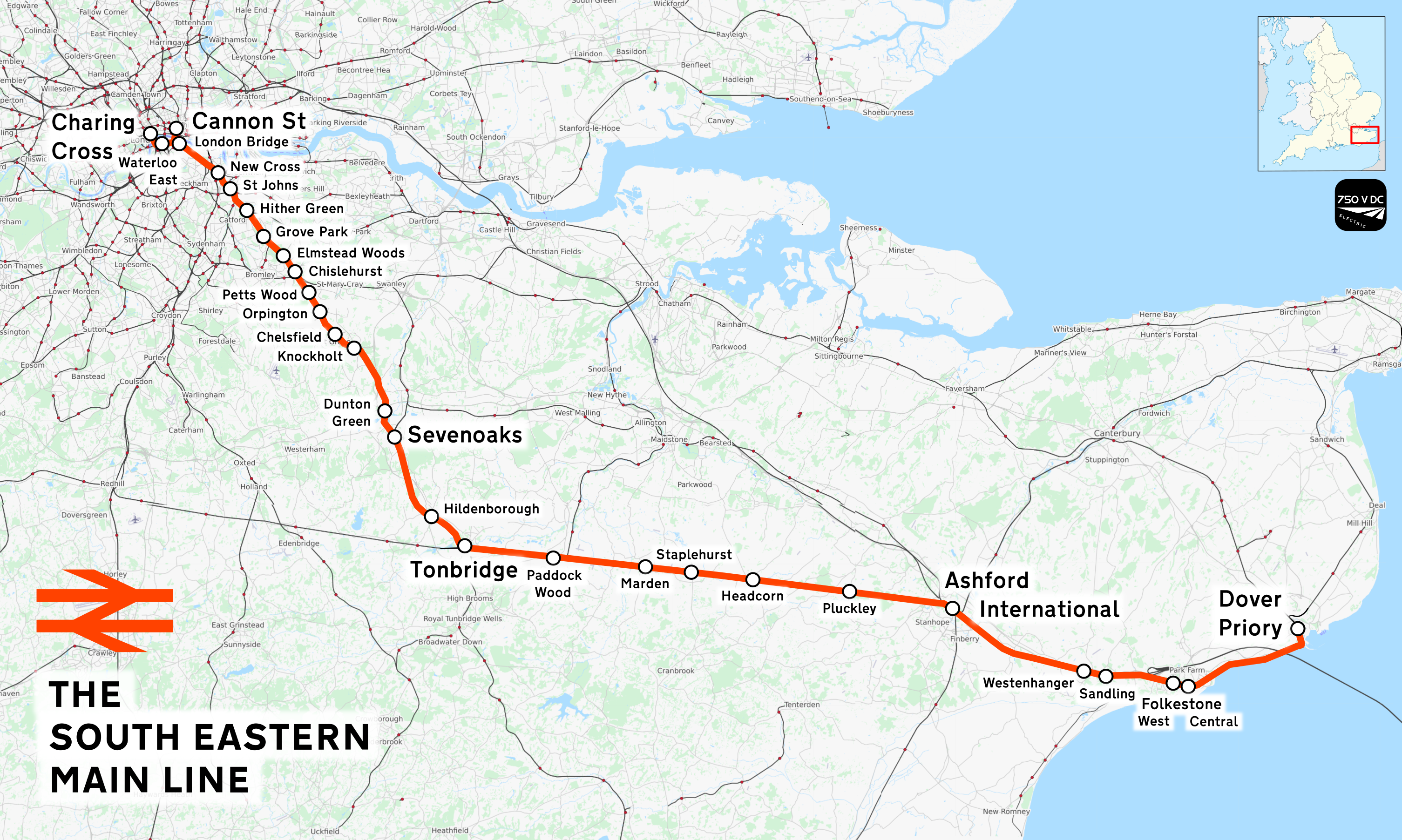
South Eastern main line
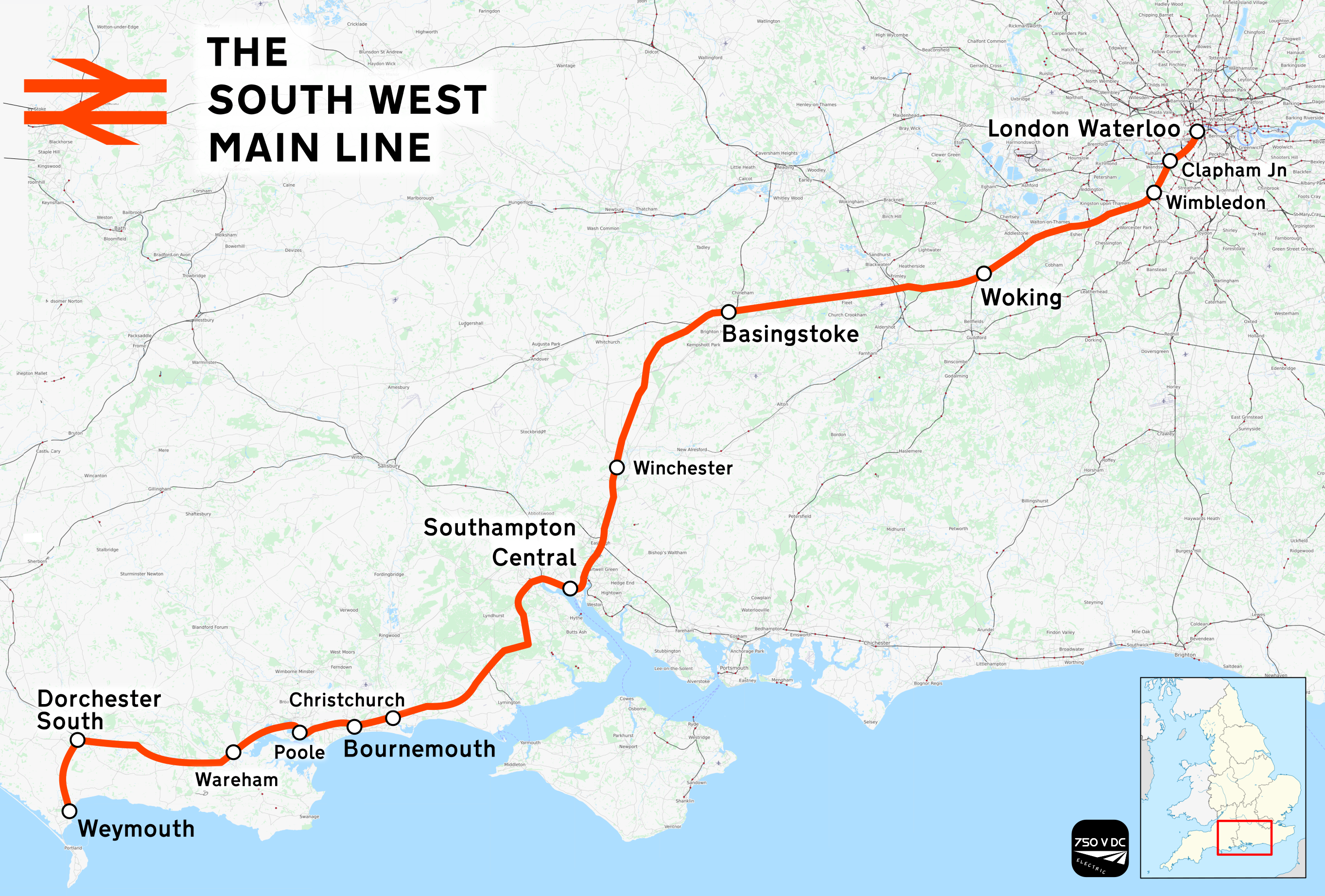
South Western main Line.

## Histoire

### Chemin de fer du sud-est

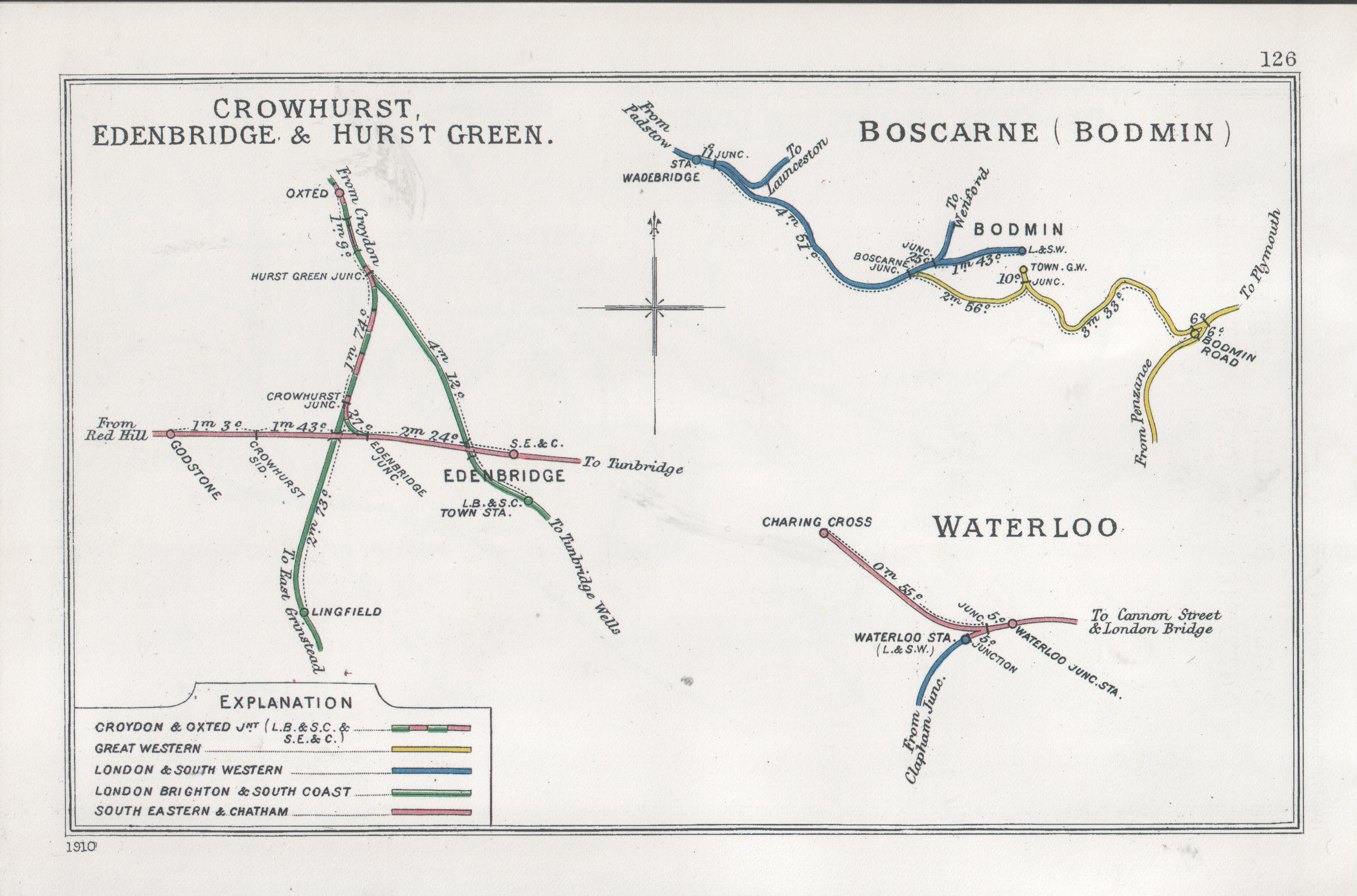
Carte du Centre d'échange ferroviaire de 1910 des lignes autour de Waterloo - notez la ligne de connexion entre Waterloo et Waterloo East.

La gare a été construite par la South Eastern Railway (SER) après l'ouverture de la ligne vers Charing Cross en 1864. La société était sous pression pour se connecter avec les services de la Ligne principale du Sud-Ouest (en) (LSWR), car cela permettrait à ce dernier de se connecter à la City de Londres via Cannon Street. Le LSWR n'était pas intéressé à faire de Charing Cross une station commune, mais était disposé à fournir une connexion avec le SER à côté de Waterloo.
En 1867, les deux compagnies sont convenues de construire une connexion commune afin que les passagers puissent passer des services LSWR aux services SER afin d'atteindre la Cité de Londres via Cannon Street. Une autre station, Blackfriars (SER) (en) a été construite à l'est, mais elle a été fermée au profit d'une station de liaison avec le LSWR. La construction d'une connexion d'une seule ligne à 5 chaînes (100 m) a commencé en mai 1868 et la nouvelle station de connexion, dénommée Waterloo Junction, est mise en service le 1er janvier 1869 pour un coût total de 14 290 £ (1 330 000 £ à partir de 2019). La gare de Blackfriars a fermé ses portes le même jour,. Les trains ont commencé à circuler, de Waterloo Junction à Charing Cross et Cannon Street, toutes les cinq minutes environ. La reine Victoria a utilisé la connexion pour les trains royaux voyageant du château de Windsor à Douvres et en Europe continentale.
La station d'origine est construite avec deux quais, qui mesurent : 530 pieds (160 m) et 440 pieds (130 m) de long, et tous les deux 18 pieds (5,5 m) de large. La salle d'attente et les guichets sont logés dans des arcades sous la ligne. La connexion au pont depuis la gare principale de Waterloo comprend un quai mobile, qui permet aux voyageurs de traverser directement vers Waterloo-Est lorsque les trains ne circulent pas. Il est monté sur un camion à quatre roues qui peut facilement être déplacé si un train se présente. La connexion fonctionne jusqu'en janvier 1893, date à laquelle elle est interrompue en raison d'une trop importante affluence.
Lorsque la ligne SER ouvre entre Charing Cross et Cannon Street en 1864, elle est fréquentée par des prostituées, qui ont découvert que le trajet entre les deux stations était suffisamment long pour satisfaire les clients tout en payant un loyer minimum. Après l'ouverture de Waterloo East, l'arrêt fréquent des trains à cet endroit a rendu cela impossible.
La connexion de Waterloo Junction jusqu'à Cannon Street n'est pas un succès du fait de la concurrence du Metropolitan District Railway (maintenant la ligne District) et du développement du métro. Les passagers ignoraient généralement l'existence de la gare, car il n'était pas évident de la trouver dans le hall principal de Waterloo. Après l'ouverture de la ligne Waterloo & City, du métro, le 8 août 1898, les connexions à Cannon Street diminuent. Les services de train transversal de Waterloo Junction à Cannon Street prennent fin le 31 décembre 1916, en tant que mesure d'économie en temps de guerre.
La ligne dédiée reliant Waterloo à Waterloo Junction est démontée en 1911 lorsque la gare principale est l'objet d'une importante reconstruction. Le pont qui supportait la ligne sur Waterloo Road a par la suite été utilisé comme passerelle piétonne entre les deux stations.

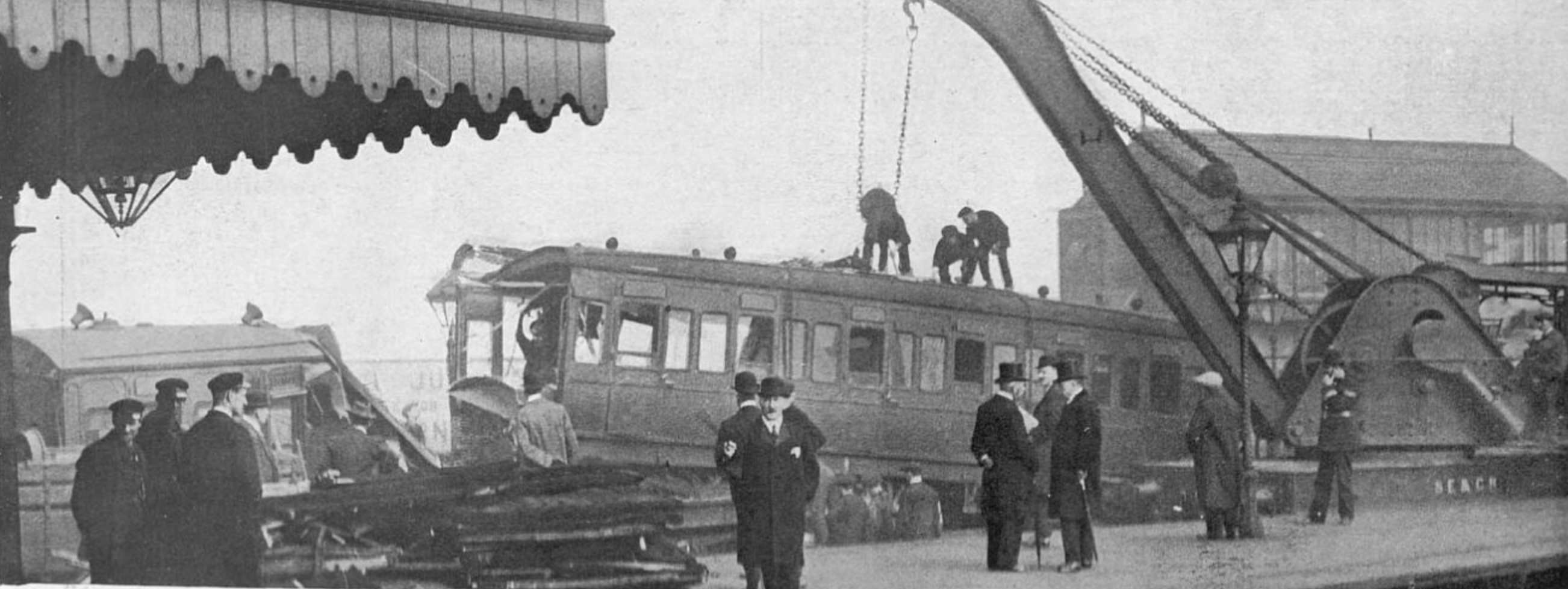
Accident de 1913.

Le 25 octobre 1913, un train de voyageurs entrant dans Waterloo Junction en provenance de Blackheath est entré en collision avec un train à l'arrêt dans un épais brouillard. Trois personnes ont été tuées et 24 blessées. Une enquête est diligentée, il y est déterminé que l'accident a été causé par la négligence d'un signaleur, mais n'est pas au niveau d'une négligence criminelle.

### Southern Railway et plus tard

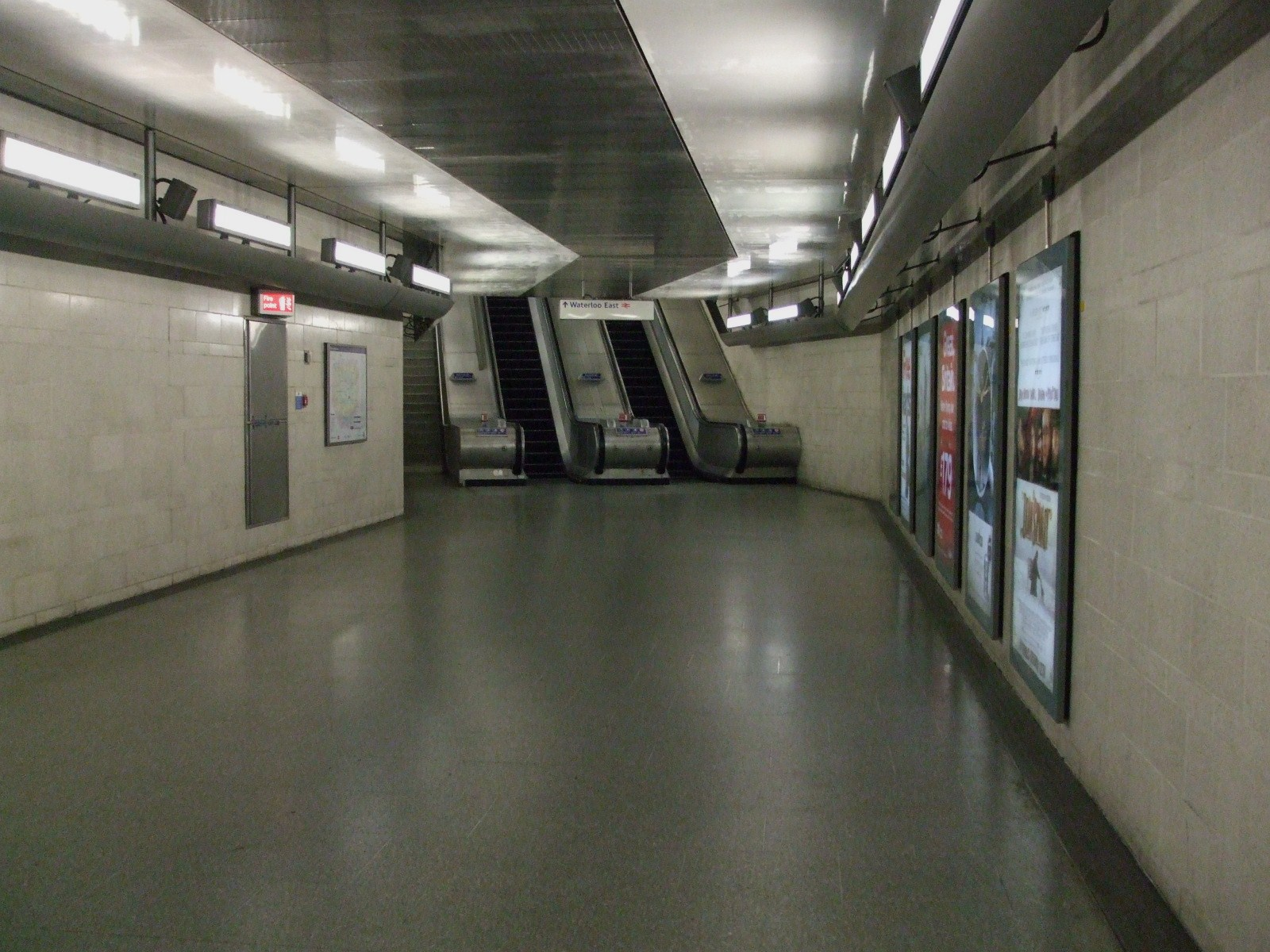
Escaliers mécaniques menant à la station Waterloo East depuis la station de métro Southwark.

Le Southern Railway renomme la gare Waterloo (également connue sous le nom de Waterloo Eastern) le 7 juillet 1935 et elle prend le nom de Waterloo-Est le 2 mai 1977. Les quais sont nommés A - D à la même époque.
L'accès des piétons à partir de la ligne principale de Waterloo est remplacé par l'actuelle passerelle couverte en 1992,,,. Le site de la liaison ferroviaire d'origine, qui était hors d'usage depuis 1916, est ensuite détruit. La gare de Waterloo East est fermée pour maintenance le 24 juillet 1993, de sorte qu'une liaison avec la station de métro Southwark, alors en travaux, peut être construite. Elle est remise en service le 16 août. La station de métro Southwark est ouverte le 20 novembre 1999 lors de l'extension de la ligne Jubilee à Stratford, et comprenait une connexion directe à Waterloo East.
En 2012, des barrières à tickets sont installées aux entrées de la rue Sandell et de la gare de Southwark, ainsi qu'à l'entrée principale de la gare de Waterloo après l'achèvement du balcon commercial. En 2018, Transport for London annonce qu'une nouvelle entrée doit être construite sur Greet Street, donnant accès à la fois à Waterloo East et à Southwark.

## Service des voyageurs

### Accueil
La gare est sur la ligne principale du sud-est 61 chaînes (1,2 km) sur la ligne de Charing Cross, de l'autre côté de la Tamise en face de Hungerford Bridge. Bien que Waterloo East soit une gare de transit, elle est classée à des fins de billetterie comme un terminus central de Londres.
Les services à de la gare sont exploités par Southeastern et elle est située dans la zone tarifaire 1. L'accès principal se fait par une passerelle surélevée sur Waterloo Road, qui la relie à la plus grande gare de Waterloo. Les extrémités orientales des quais offrent une connexion piétons à la station Southwark qui est desservi par le métro de Londres est la ligne Jubilee ; au niveau de la rue, il y a une entrée dans la rue Sandell. Des connexions avec les lignes de métro Bakerloo, Northern et Waterloo & City sont disponibles à la station de métro Waterloo.

Installations
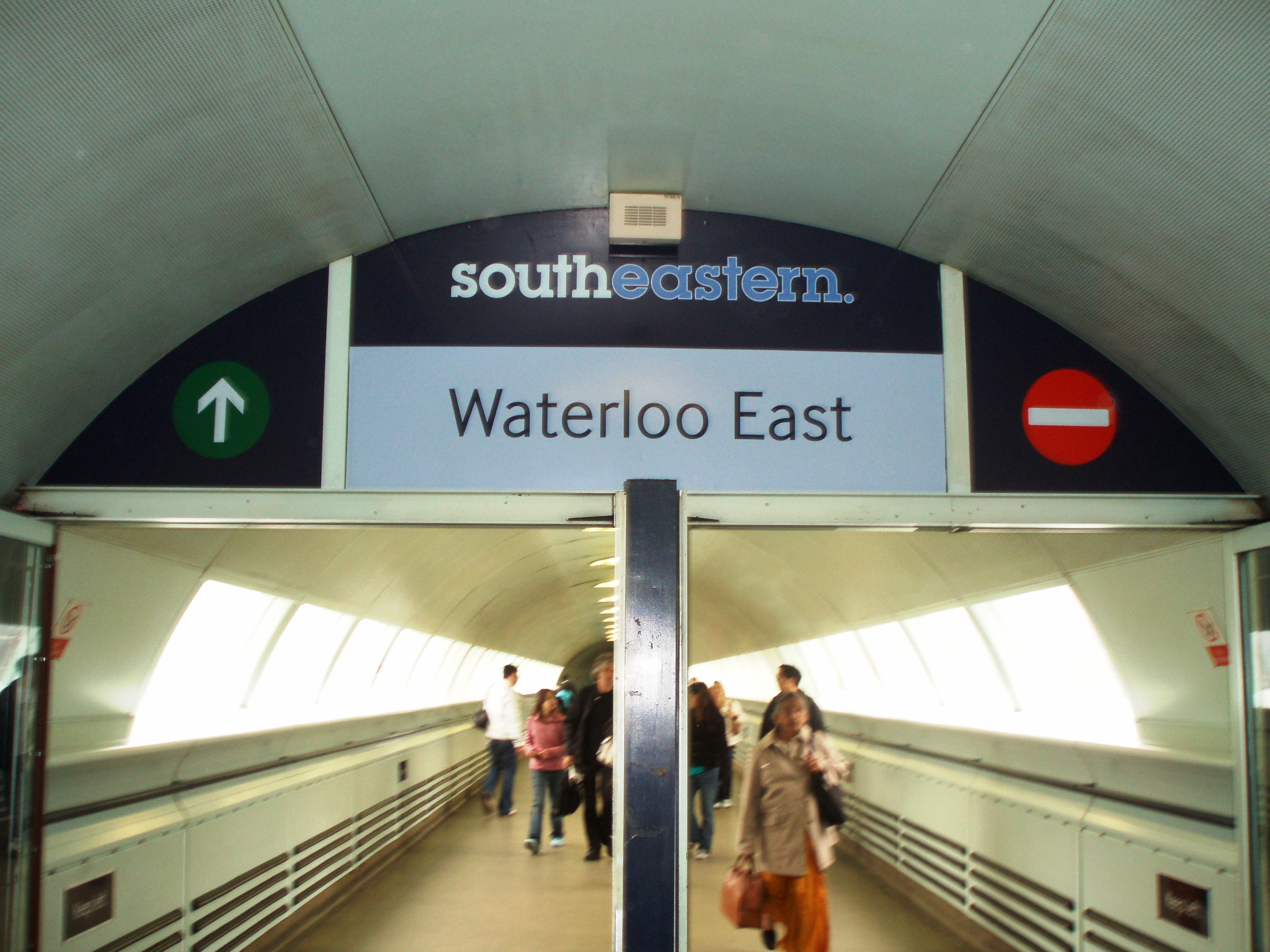
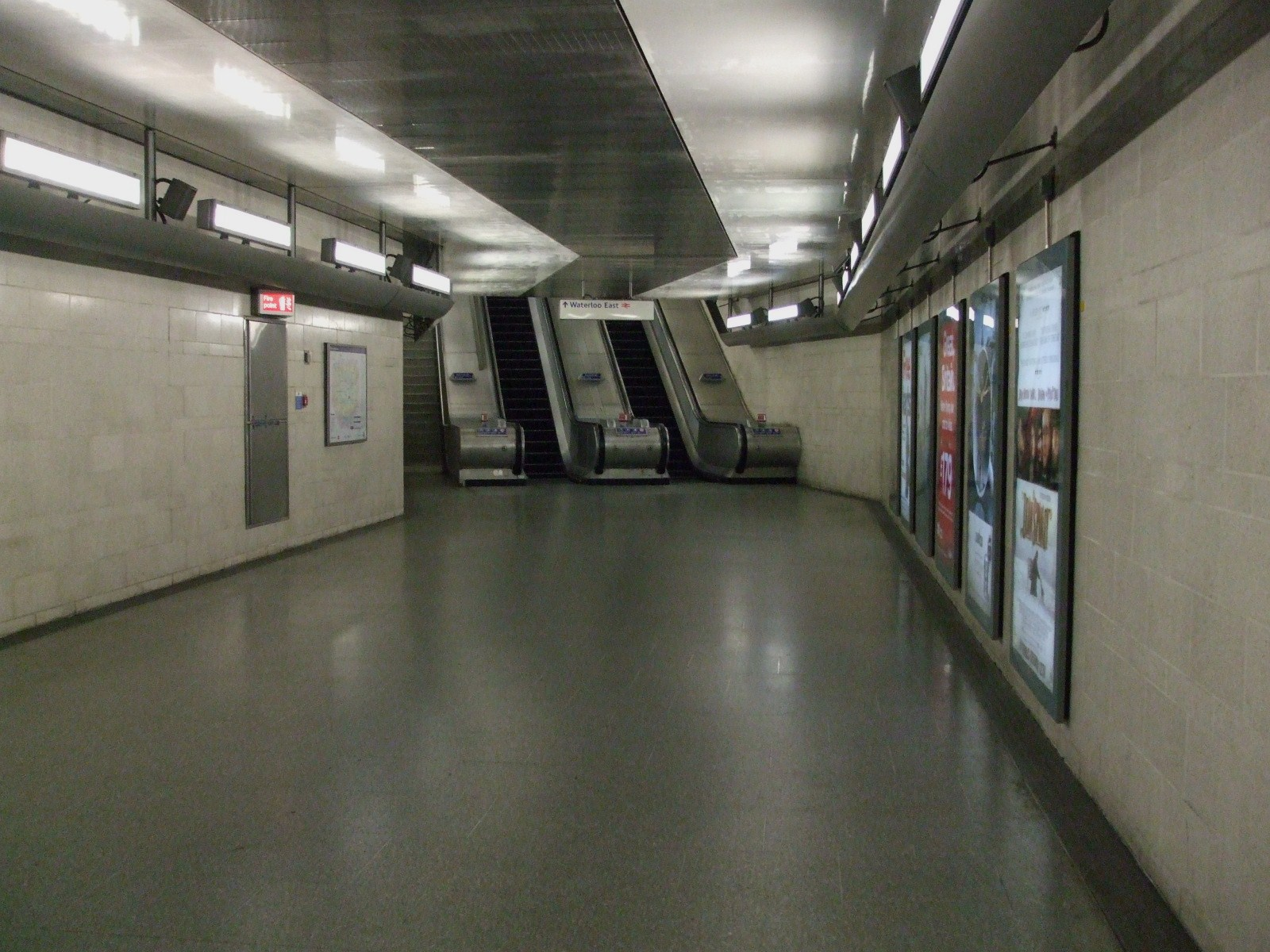
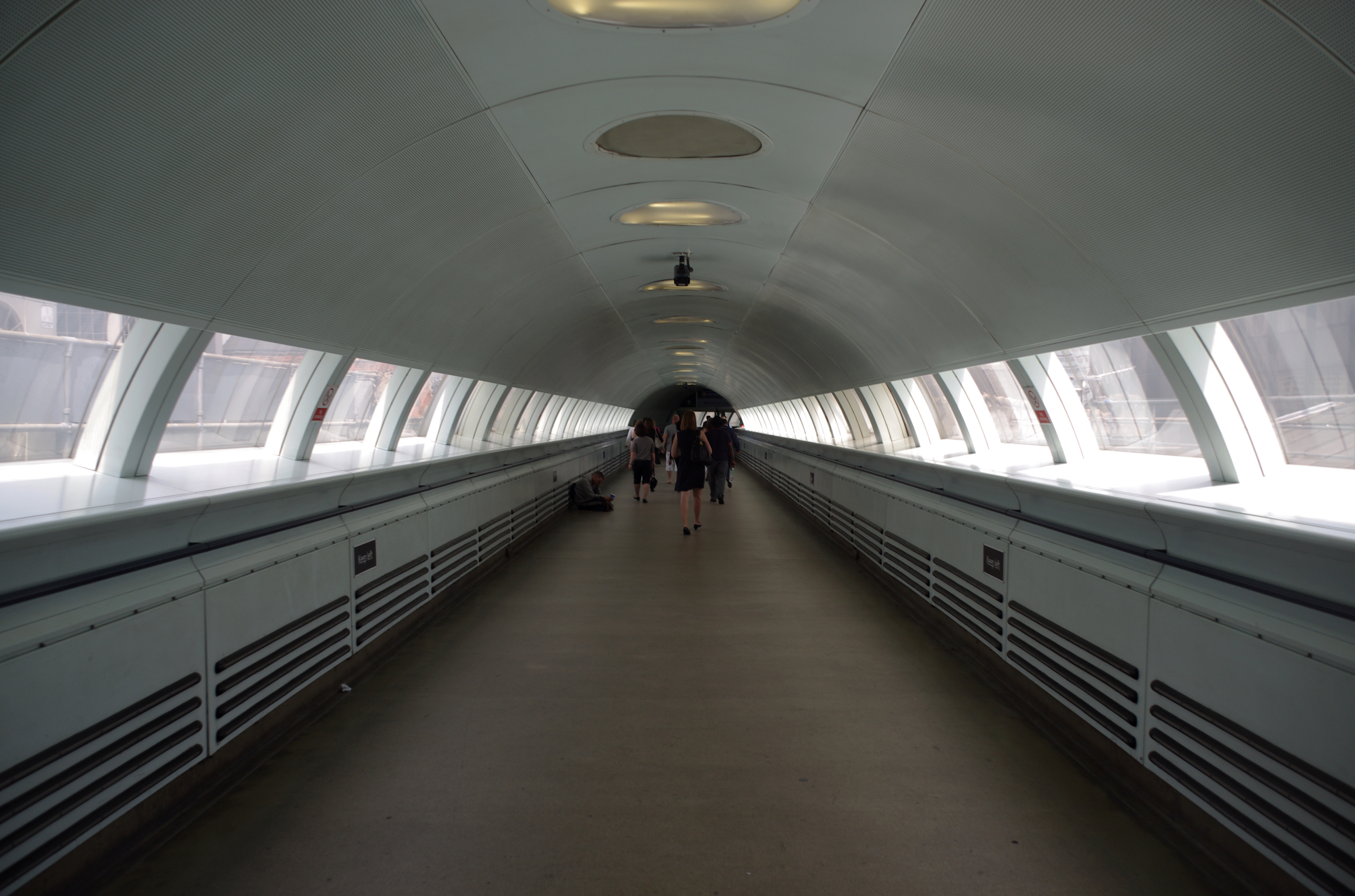

### Desserte
Les quatre quais de Waterloo East sont définis par des lettres plutôt que numérotés pour garantir que le personnel qui travaille à la fois à Waterloo East et à la gare de Waterloo adjacente, qui est gérée et marquée séparément et comporte des quais numérotés, ne confonde pas les quais des deux stations.
Tous les « up » trains à Charing Cross seulement, et partent des plates - formes B et D. Tous « down » Les trains circulent de plates - formes A et C. Le service hors pointe typique est: 18 trains par heure (tph) vers Charing Cross, 2 tph à Dartford via Bexleyheath, 2tph à Dartford via Sidcup, 2 tph à Gravesend via Sidcup (semi-rapide), 2 tph à Dartford via Lewisham et Woolwich Arsenal, 2 tph à Hayes via Catford Bridge, 2 tph à Sevenoaks via Orpington, 2tph à Tunbridge Wells via Orpington (semi-rapide), 2 tph à Hastings via Orpington et Tunbridge Wells, 1 tph à Dover Priory via Ashford International, 1 tph à Ramsgate via Ashford International et Canterbury West.

Installations et desserte
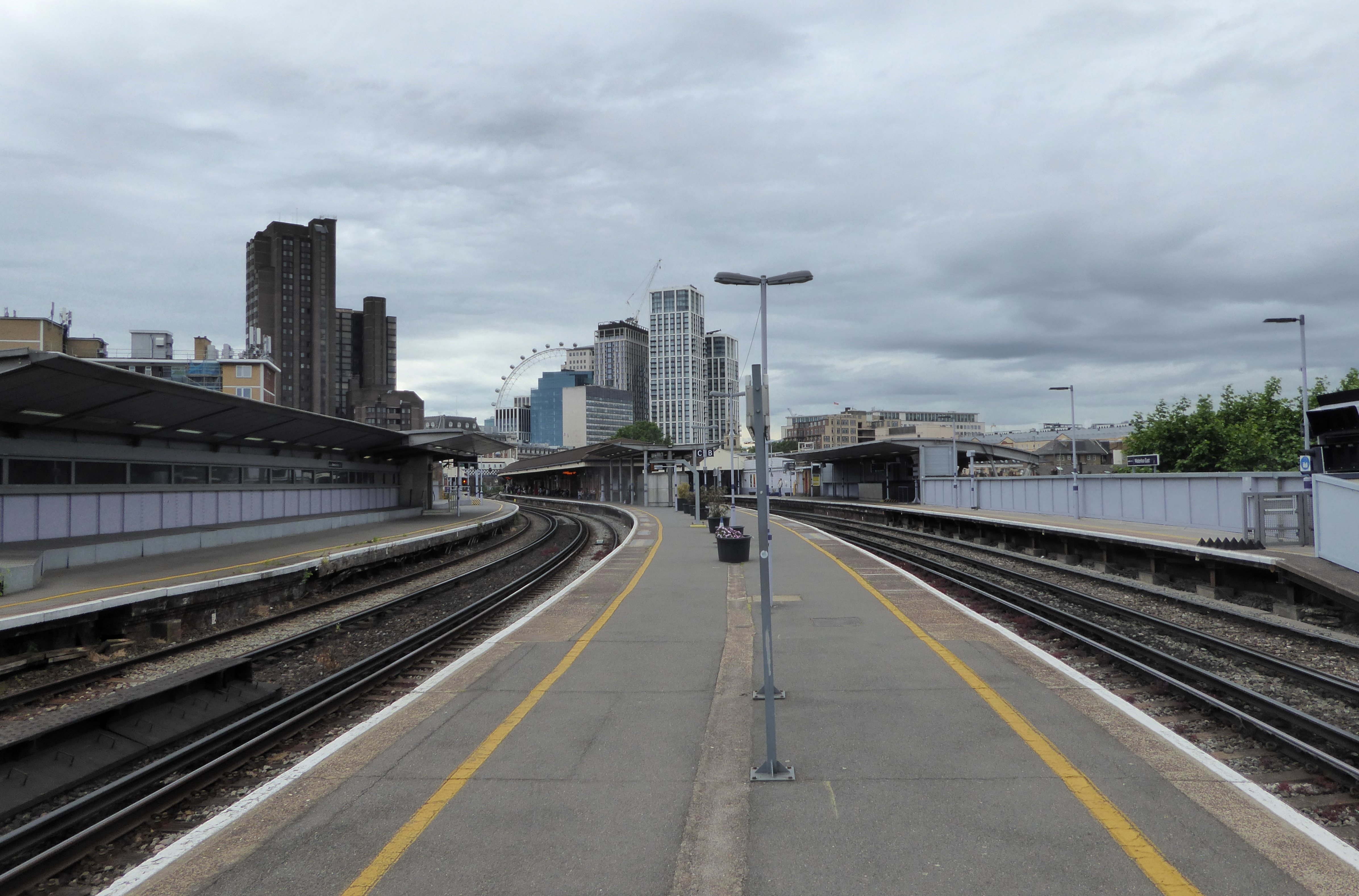
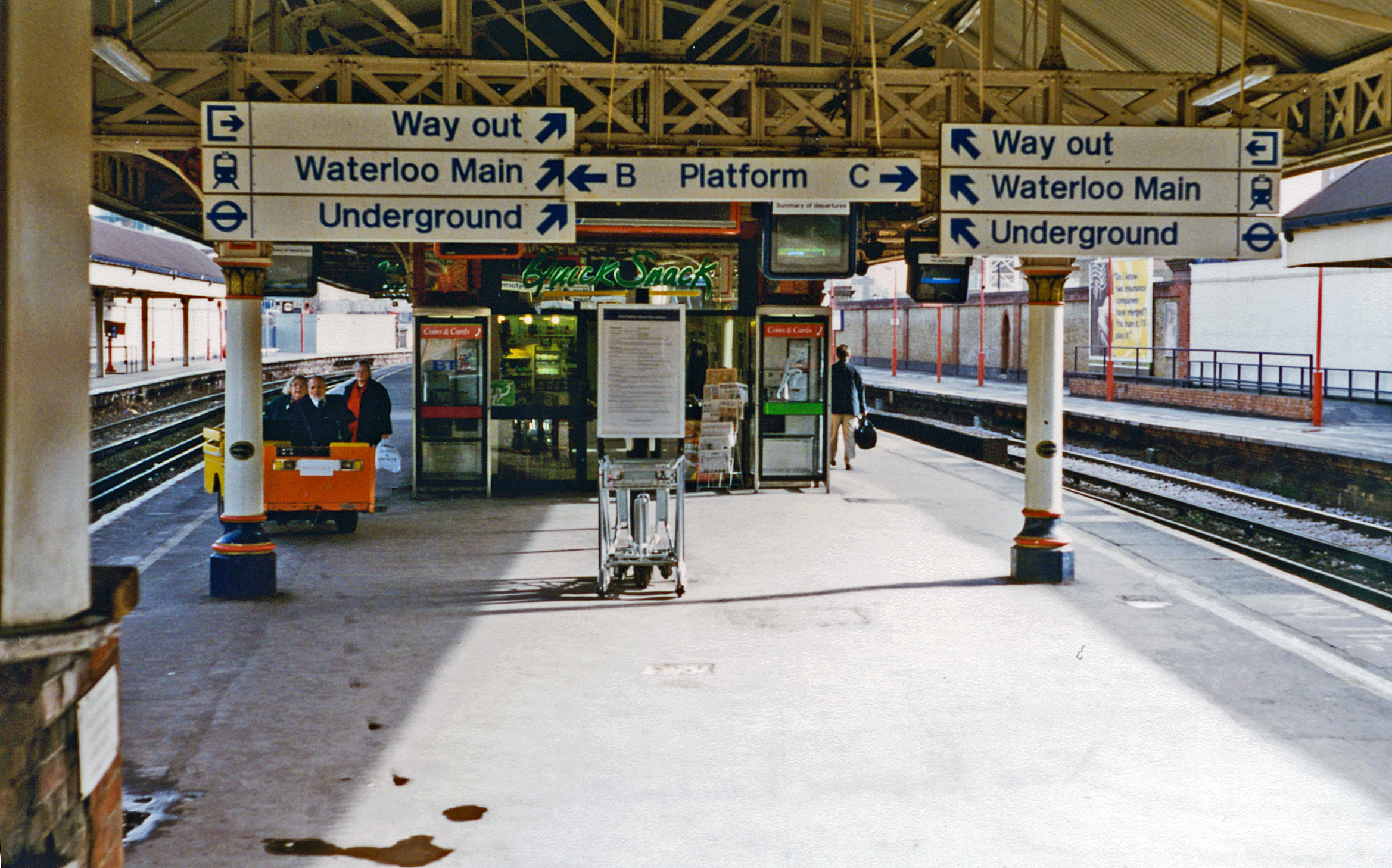
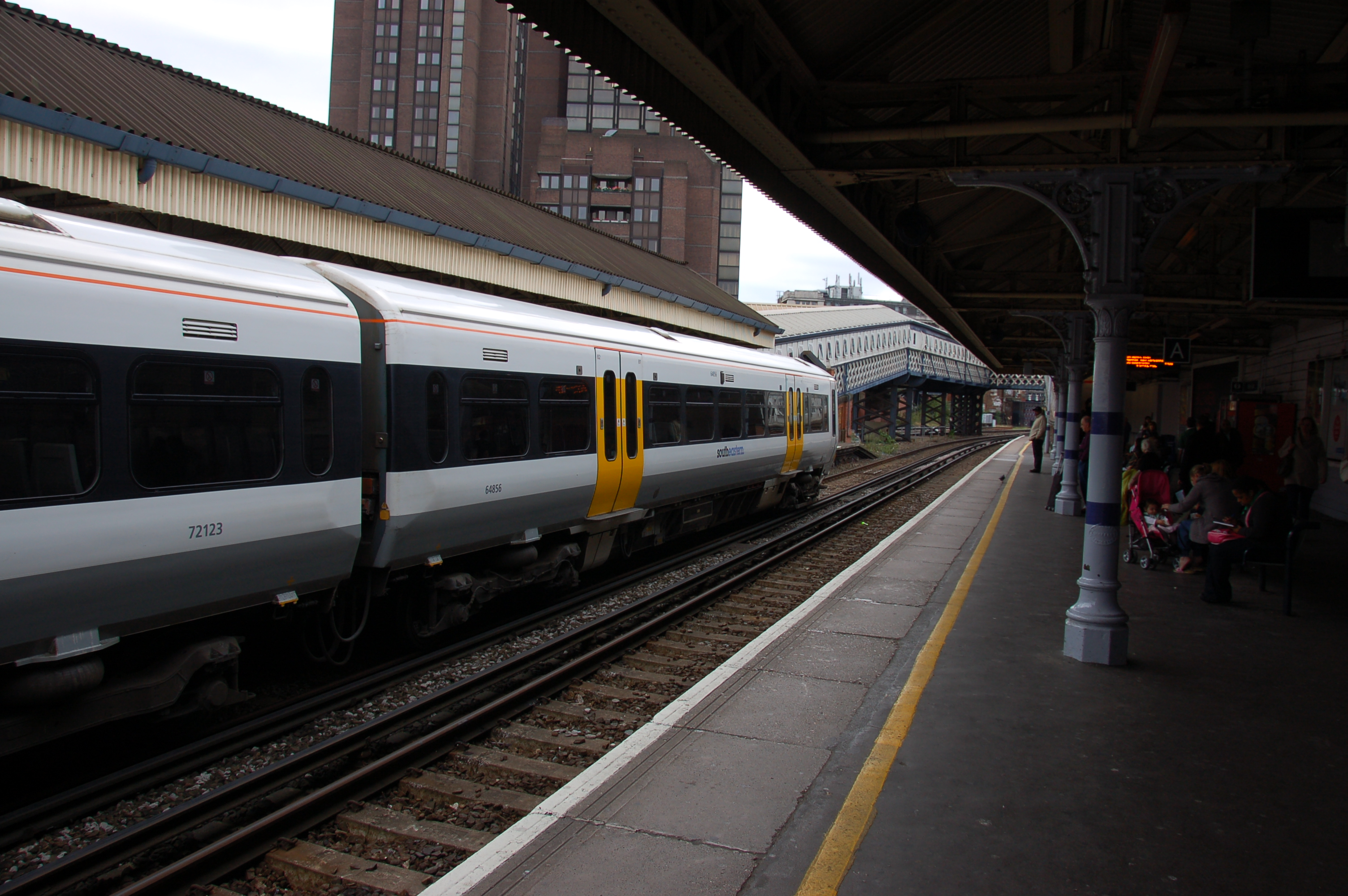

### Intermodalité
Lignes de bus de Londres 1, 26, 59, 68, 76, 77, 139, 168, 172, 176, 188, 211, 243, 341, 381, 507, 521, heures de pointe route express X68 et routes de nuit N1, N68, N171, N343 et N381 desservent la station,.